# Andy Surdi
Andy Surdi, pseudonimo di Andrea Surdi (Palermo, 8 agosto 1944), è un cantautore e polistrumentista italiano, attivo in particolare come batterista nelle incisioni di numerosi cantanti italiani.

## Biografia
Surdi inizia la sua carriera musicale nel 1958, a 14 anni, come solista in un gruppo della sua città. L'anno seguente è a Stoccolma con un altro complesso siciliano, dove suona il basso, strumento che lo accompagnerà per altri quattro anni.
A 20 anni torna in Sicilia e comincia a suonare la batteria per sostituire il batterista del gruppo, ma l'anno seguente parte per Amburgo. Rimane all'estero per dieci anni, suonando in Europa (soprattutto nei Paesi Bassi, Germania e Francia).
Ad Amsterdam incontra Pippo Caruso che gli propone di fermarsi a Roma per creare un nuovo gruppo. Nel 1968 rimane a Roma per ben tre anni, dove incontra un secondo personaggio molto importante per la sua carriera, il maestro Augusto Martelli, con cui inizia la carriera di session man con le prime collaborazioni con artisti del settore discografico.
Nel 1972 suona nell'album di debutto di un duo allora sconosciuto, i La Bionda.
La prima collaborazione di rilievo è nel 1974 con Ornella Vanoni negli album A un certo punto... e La voglia di sognare seguita, nello stesso anno, da quella con Mina nell'album Baby Gate, con Bruno Lauzi per Lauzi oggi e da quella con Fabrizio De André per Vol. 8, che viene pubblicato nel 1975.
Sempre nello stesso anno ha inizio la lunga collaborazione con Angelo Branduardi: suonerà negli album La luna (1975), Alla fiera dell'est (1976), La pulce d'acqua (1977), Cogli la prima mela (1979), Branduardi '81 (1981) e Cercando l'oro (1983), accompagnando anche l'artista nei tour europei da cui verrà tratto il triplo album Concerto (1980).
Sempre nel 1981 collabora con Ornella Vanoni, è alla batteria nell'album "Duemilatrecentouno parole"
Collabora in studio anche con altri artisti: nel 1976 con Pino Donaggio per Certe volte..., con Massimo Bubola per Nastro giallo e con Mia Martini per Che vuoi che sia... se t'ho aspettato tanto; la collaborazione con la cantante calabrese continua con altre incisioni, tra cui Per amarti nel 1977.
Sempre nello stesso anno collabora con Claudio Rocchi in A fuoco.
Negli anni incide anche con Toto Cutugno, Donatella Rettore, Fiordaliso, Umberto Tozzi, Luigi Grechi, Romina Power, Roberto Soffici, Johnny Dorelli, Marco Ferradini, Riccardo Fogli, Lisa, Umberto Balsamo, Pierangelo Bertoli, Gianni Togni, Alberto Fortis, Renato Pareti, Miguel Bosé, Marcella Bella e Gianni Bella, Drupi, Dario Baldan Bembo; agli anni '70 e '80 risalgono anche le collaborazioni con Mina per il già citato album Baby Gate (1974), Finalmente ho conosciuto il conte Dracula... (1985) e Sì, buana (1986).
Collabora con famosi arrangiatori come Maurizio Fabrizio e Gian Piero Reverberi.
Suona in tournée con Richie Havens, Astor Piazzolla, Stills e Nash e con moltissimi artisti italiani, tra i quali Rossana Casale e Fabio Concato.
Nel 1979 incide un LP in inglese intitolato Gunfire, per la Polydor.
Decide poi di iniziare una ricerca sulla musica etnica mediterranea, siciliana in particolare, pur continuando l'attività di musicista dal vivo. Nel 1988 scrive il brano Chiove, primo esperimento in lingua siciliana, cui segue Milicia; con questi due brani si presenta a vari personaggi del mondo discografico, che manifestano, pur apprezzando molto il lavoro, un certo scetticismo per l'ambizione del progetto.
Terminato il primo LP in lingua siciliana, nel 1993 lo presenta ad Angelo Carrara che, entusiasta, gli fa incidere il disco per la sua etichetta Target (distribuita dalla CGD), che uscirà il 21 maggio 1993 con il semplice titolo Andrea Surdi. In questo nuovo disco collaborano alcuni dei migliori musicisti del panorama musicale italiano (Marco Canepa alle tastiere, Giancarlo Parisi ai fiati, Gigi Cappellotto e Stefano Cerri al basso, Lauro Ferrarini alla chitarra). Marco Canepa con Surdi ha curato gli arrangiamenti oltre che la realizzazione artistica.
I 10 brani che compongono Andrea Surdi sono impregnati di sonorità mediterranee, le quali si fondono con il dialetto siciliano dei testi. Una speciale campagna promozionale accompagnerà questo disco, e in particolare viene indicato il brano Mamma Drava per un particolare airplay presso le emittenti radiofoniche.
Nel 1994 ha partecipato alla colonna sonora italiana del film Nightmare Before Christmas interpretando la canzone "Mister Bau Bau" nel ruolo del Bau Bau.
Surdi ha inoltre scritto, assieme a Maurizio Fabrizio, il brano Io Andrò, interpretato da Mia Martini e contenuto nel disco Canzoni Segrete, e In Viaggio, interpretato da Lisa nel disco L'Essenziale. Ha poi realizzato musiche per sottofondo televisivo e pubblicitario, contenute nei dischi dei Modern Sound Quartet Floreama, Horoscope, Night Scene e Disco Way, e i brani Babe e Like You Do contenuti nel disco Crazy Colours dell'omonimo gruppo.

## Discografia

### Album
- 1979 - Gunfire (Polydor, 2448 098)
- 1993 - Andrea Surdi (Target/CGD, 13192 1245-2)

### Singoli
- 1979 - Gunfire/Mystery Woman (Polydor, 2060 214)
- 1980 - Stick On Me/Speaking With My Drum (Polydor, 2060 233)
- 1985 - Angel/Angel (Instrumental) (Ariola, 107.539)
- 1994 - I tammuri (Target GTDS 517; con Tullio De Piscopo)